# Bujdosók II
A Bujdosók II a Kárpátia zenekar 2019. augusztus 17-én megjelent válogatásalbuma, melynek dalai népzenei átdolgozásokkal hallhatóak, melyeket ismét Szécsi Attila dolgozott át népi hangszerekre, a Pittyendáré Zenekar közreműködésével.

## Dallista
1. Kuruc – Labanc
2. Kér a Magyar
3. Csillagok harangok
4. Balatoni nóta
5. Egy gúnyám, egy csizmám
6. Zeng az erdő, zúg a táj
7. Hej tulipán
8. Testvérdal
9. Palócok
10. Rend a lelke mindennek

## Dalokon közreműködtek
- Mag Zsófia Beáta – ének
- Kallós Angelika – ének
- Szécsi Attila  – hegedű
- Németh Péter – brácsa
- Holly Antal – bőgő
- Id. Csurkulya József – cimbalom
- Lakatos Csaba – harmonika, doromb

Kárpátia Zenekarból
- Bene Beáta – furulya